# Chesapeake Beach
Chesapeake Beach – miasto w Stanach Zjednoczonych, w stanie Maryland, w hrabstwie Calvert.